# Incident de Baengnyeong

Localisation de l’île de Baengnyeong.

L’incident de Baengnyeong désigne le naufrage le 26 mars 2010 d'une corvette de la Marine de la république de Corée, le Cheonan (PCC-772) (천안), dans une zone de la mer Jaune que se disputent la Corée du Nord et la Corée du Sud. Le navire transportait 104 marins, dont 46 sont morts.
Selon les conclusions du 20 mai 2010 d'une enquête menée par une équipe d'experts américains et japonais, le navire aurait été torpillé par la Corée du Nord : « Il n'y a aucune autre explication possible ». La Corée du Nord dément catégoriquement ces conclusions. La Corée du Sud a demandé des excuses à la Corée du Nord, mais la déclaration de l'ONU au sujet de cet incident reste plus vague, parlant d'une « attaque » sans mentionner par qui.
Les résultats d'une seconde enquête, commanditée par la Corée du Sud à la marine russe, n'ont été que partiellement rendus publics.

## Historique

Emplacement du lieu du naufrage.

Baengnyeong est une île sud-coréenne située dans la mer Jaune, au large de la péninsule Ongjin en Corée du Nord. Elle se trouve à environ 15 km de la côte nord-coréenne, et à plus de 160 km de la Corée du Sud. L’île est à l’ouest de la ligne de limite du Nord, la frontière séparant de facto la Corée du Sud de la Corée du Nord.
La région est le site de tensions considérables entre les deux États, n’ayant pas été couverte par l’accord d’armistice à la fin de la guerre de Corée et les îles revendiquées par le Nord. La situation est compliquée par la présence d’une zone riche en poissons et en crustacés, utilisé par la Corée du Nord et les navires de pêche chinois, ce qui a eu pour conséquence de nombreux affrontements au cours des dernières années entre les navires de guerre des deux Corées. Celles-ci ont été désignées comme les « guerres du Crabe. » L'incident dont il est ici question a été précédé de plusieurs autres, notamment une escarmouche en novembre 2009 qui a laissé un navire nord-coréen gravement endommagé, et un échange de tirs près de l’île de Baengnyeong en janvier 2010 .
Dans ce contexte, l’explosion du Cheonan est considérée comme une catastrophe pour les relations inter-Corées, même si les deux parties ont jusqu’à présent fait preuve de retenue malgré une rhétorique parfois belliqueuse.

## Circonstances du drame

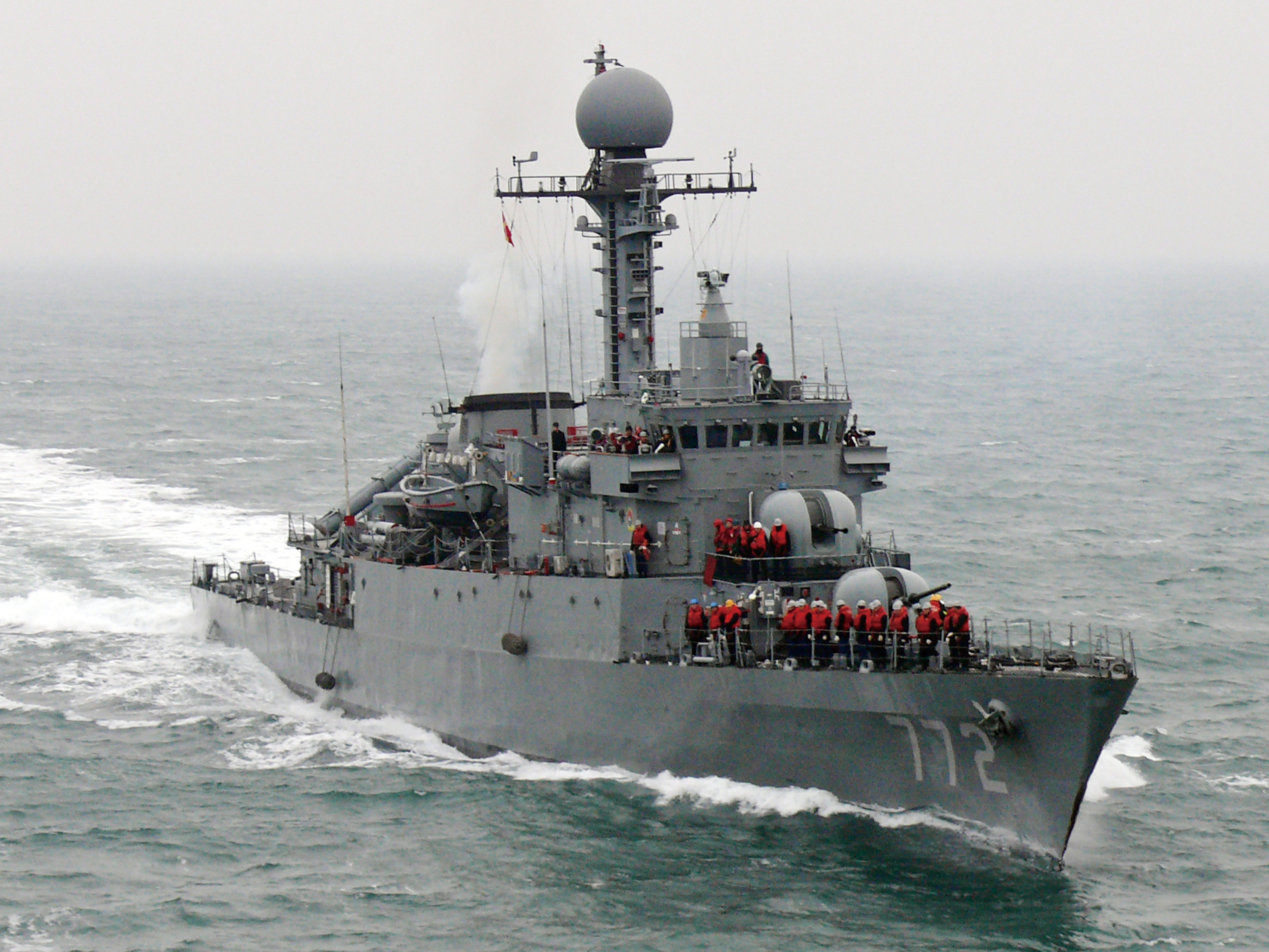
La Cheonan trois jours avant son attaque. Un total de 24 navires de cette classe fut construit. 23 étaient en service lors du naufrage. Le Cheonan fut brisé en deux juste derrière la cheminée.

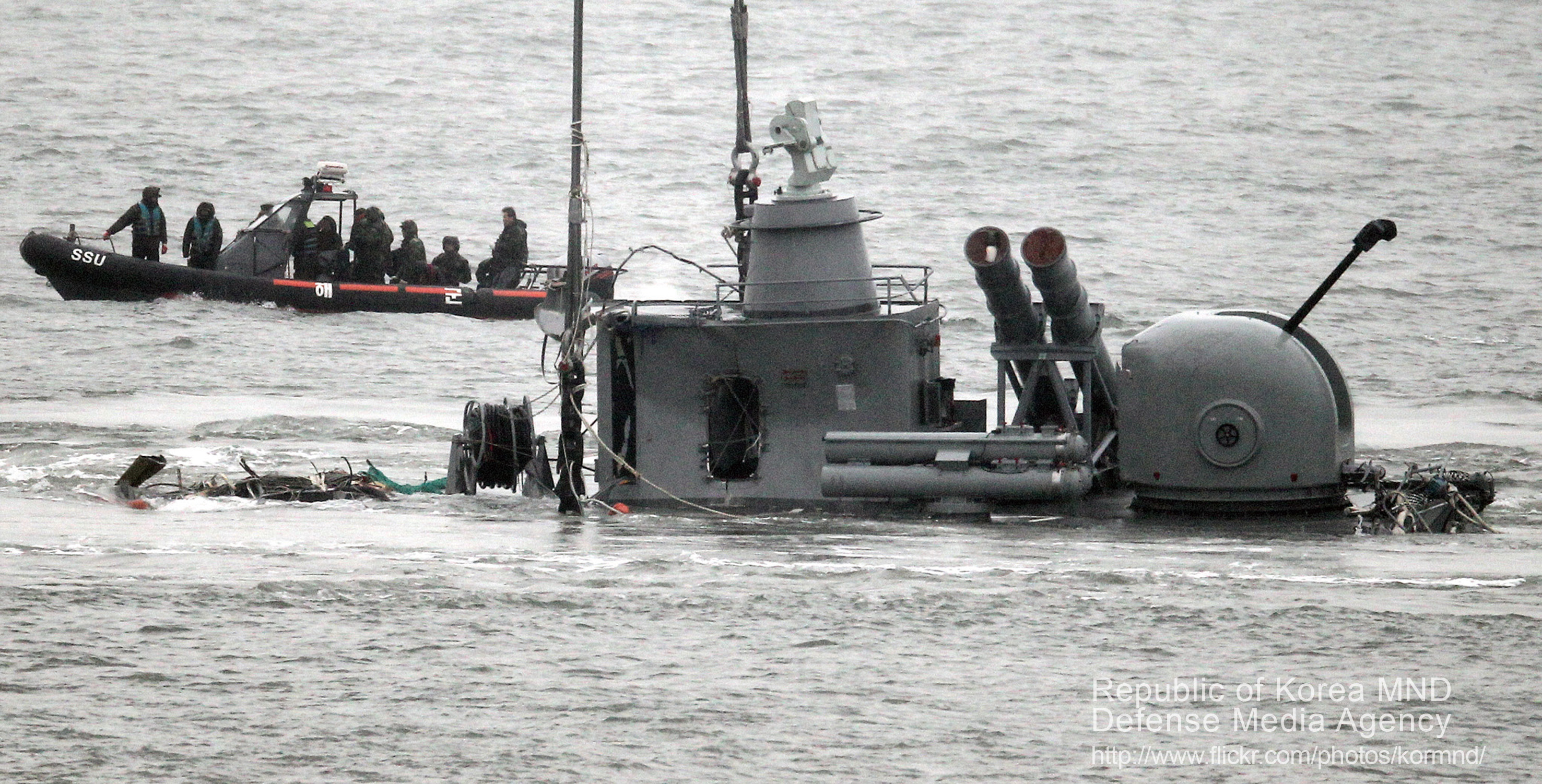
Après le naufrage.

La corvette Cheonan (PCC-772) est un navire de la classe Pohang déplaçant 1 200 tonnes, de 88 mètres de long avec un équipage de 104 officiers et marins mis en service en 1989. Elle avait participé à la première bataille de Yeonpyeong en 1999.
Le 26 mars 2010, une explosion d'origine indéterminée s'est produite dans ou près de la poupe du navire. 5 minutes plus tard, le navire se brise en deux, coulant à 21 h 30 heure locale (12 h 30 UTC) à environ 1 mille marin (1,9 km) au large de la côte sud-ouest de l'île Baengnyeong. Seuls 58 des 104 membres du navire équipage ont été secourus,,.
Après l'explosion de la poupe du navire, le capitaine du navire a pris contact avec le quartier général de la flotte sud-coréenne et a déclaré : « Nous sommes attaqués par l'ennemi. »
Les rapports initiaux suggèrent que le navire a été touché par une torpille d'un sous-marin nord-coréen. Le 21 mars 2010, le gouvernement sud-coréen a annoncé qu'il disposait suffisamment de preuves décisives sur l'engagement de l'armée nord-coréenne dans le naufrage.

## Suites et réactions

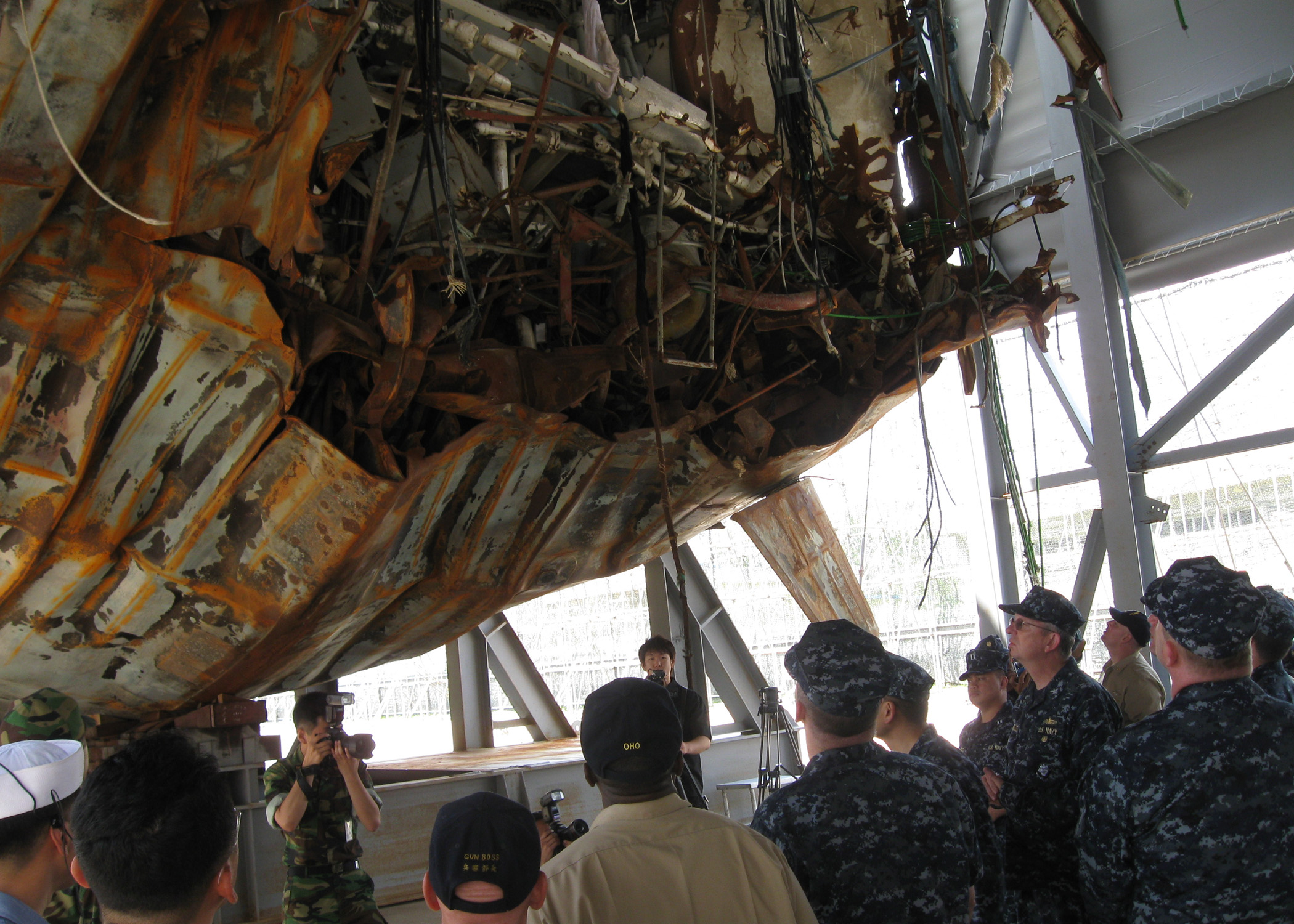
Vue d'une partie de l'épave le 22 juillet 2010.

Après le naufrage du navire, des équipes de plongeurs ont été envoyées par la Corée du Sud afin de rechercher les éventuels survivants (au total 46 hommes sont portés disparus).

### Avril 2010
Le 2 avril 2010, un navire de pêche, le Geumgyang-98, coule après s'être retourné alors qu'il participait aux recherches. 9 membres d'équipage dont 2 Indonésiens sont tués.
La poupe du navire fut remontée le 15 avril et 36 corps furent retrouvés,. La proue fut récupérée quelques jours tard et un total de 40 corps a été récupéré au 25 mai. Les deux morceaux du navire se trouvent depuis dans la base navale de Pyongtaek.
Le 17 avril 2010, la Corée du Nord dément toute implication dans le naufrage du navire de guerre sud-coréen, position toujours maintenue fin juillet. Toutefois, Séoul l’accuse le 22 avril 2010 d’être à l’origine du naufrage, une torpille ou une mine marine nord-coréenne pouvant en être la cause.

### Mai 2010
Le 6 mai 2010, un quotidien sud-coréen citant un enquêteur rapporte que des fragments de torpille ont été découverts parmi les débris. Au 10 mai 2010, le ministre de la Défense sud-coréen Kim Tae-young confirme la présence de RDX dans les débris.
Le 20 mai 2010, le gouvernement sud-coréen a annoncé que le naufrage du navire a été provoqué par une attaque de la Corée du Nord. Selon des travaux d'une équipe d'une cinquantaine d'experts civils et militaires sud-coréens et de 24 américains, australiens, britanniques et suédois, les preuves amènent de manière accablante à la conclusion qu'une torpille désignée CHT-02D d'une masse de 1,7 tonne avec un charge explosive de plus de 250 kg a été tirée par un sous-marin côtier nord-coréen de classe Salmon dérivé de la classe Requin de 300 tonnes. Le jour même, selon des sources nord-coréennes, Kim Jong-il aurait ordonné à ses forces armées et paramilitaires de se mettre en état de guerre.
Le 24 mai 2010, le président Lee Myung-bak a demandé à la Corée du Nord de présenter ses excuses et que les personnes impliquées soient punies, s'engage à porter l'affaire devant le Conseil de sécurité des Nations unies, à rompre les liens économiques avec la Corée du Nord et à renforcer la capacité de réaction militaire de la Corée du Sud, en coopération avec les États-Unis. Le ministre de la Défense sud-coréen Kim Tae-young annonce sa démission pour n'avoir pas su prévenir ce naufrage.
Le président Lee Myung-bak a déclaré le 24 mai que « Désormais, la Corée ne tolérera aucun acte de provocation du Nord et maintiendra le principe de dissuasion proactive. Si nos eaux territoriales, notre espace aérien ou notre sol sont violés, nous ferons immédiatement usage de notre droit d'autodéfense », a-t-il mis en garde. La Corée du Sud a promis de « faire payer » à Pyongyang « le prix » du naufrage de sa corvette Cheonan en demandant de nouvelles sanctions à l'ONU et en suspendant les échanges commerciaux avec son voisin.

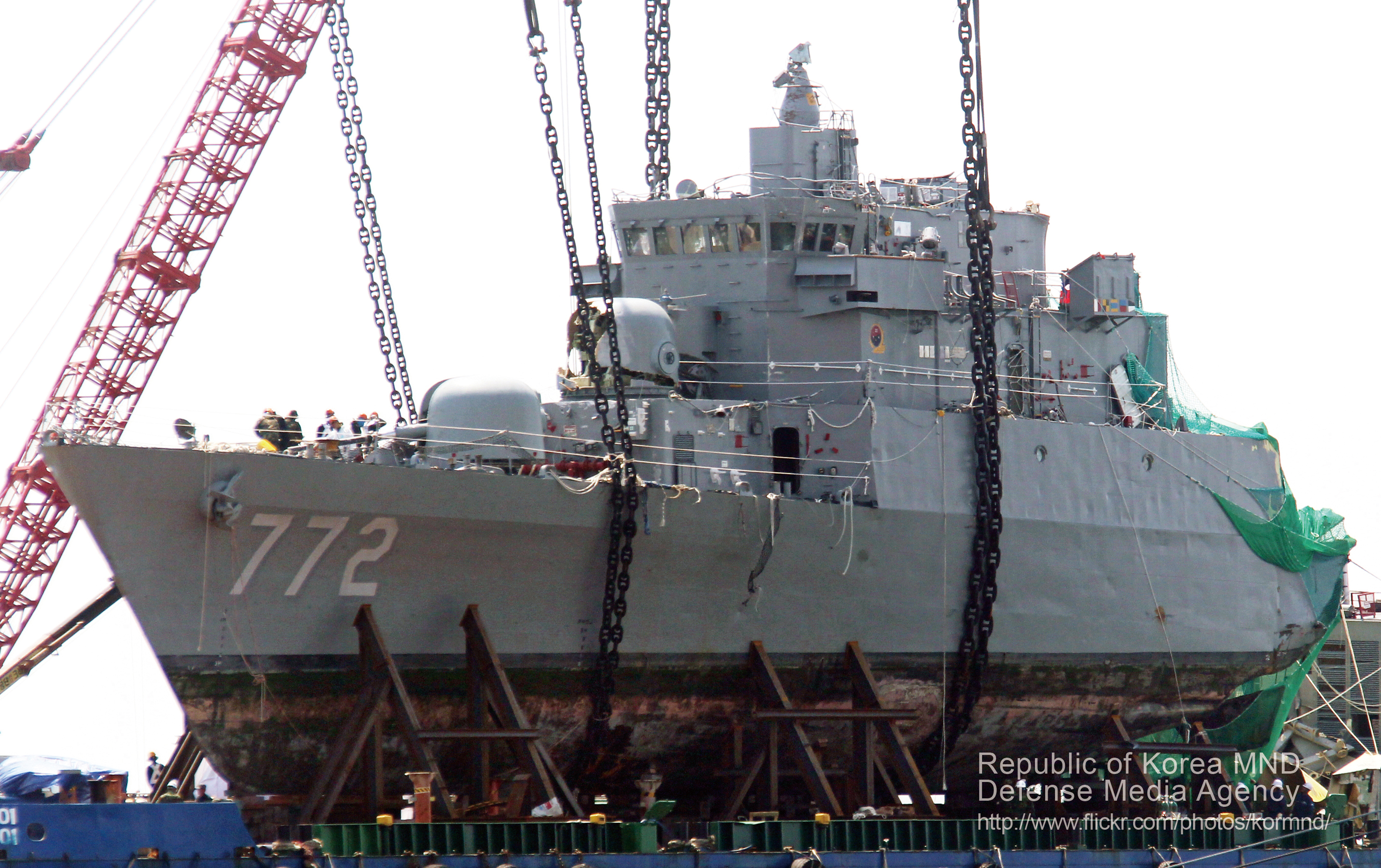
Renflouement du Cheonan (22 juin 2012)

Le gouvernement sud-coréen a décidé le 25 mai 2010 d’affecter 39,5 milliards de wons (32 millions de dollars) de son budget afin de couvrir les dépenses réalisées lors du sauvetage de la corvette. Le 31 mai 2010, à la demande de la Corée du Sud, des experts de la flotte maritime militaire de Russie commencent également une enquête et inspectent la corvette qui depuis son renflouement se trouve dans la base navale de la deuxième flotte de la Marine sud-coréenne à Pyongtaek. La république populaire de Chine qui a également été invitée, n'a, à cette date, pas répondu à cette proposition.

### Juillet 2010
Le 9 juillet 2010, le conseil de sécurité fait une déclaration présidentielle (S/PRST/2010/13) dans laquelle il « condamne l’attaque qui a entraîné le naufrage du Cheonan ». « Compte tenu des résultats de la Commission d’enquête mixte civilo-militaire dirigée par la république de Corée, avec la participation de cinq États, qui a conclu que la république populaire démocratique de Corée était responsable du naufrage du Cheonan, le Conseil exprime sa profonde préoccupation ».
Le 22 juillet 2010, le journal japonais Sankei Shinbun rapporte que la Communauté du renseignement des États-Unis estime que la torpille qui a coulé le navire Choenan a été fabriquée il y a deux ans dans l'usine nord-coréenne 18-Janvier située à Kaeseoung.

### Septembre 2010
Les résultats de l'enquête menée par des experts militaires russes invités par la Corée du Sud auraient dû être rendus publics le 10 juin, mais cette date a été repoussée. Le commandant en chef des forces navales russes explique que le jour où des réponses claires seraient apportées « ne dépend pas de nous [les experts] », la situation dans la région Asie-Pacifique ayant « toujours été compliquée », tandis que le ministère russe de la Défense se borne à évoquer une possible « ingérence extérieure ». Quelques éléments de cette enquête ont été diffusés dans le journal sud-coréen Hangyore Sinmun.

### Décembre 2010
Le procureur de la Cour pénale internationale effectue un examen préliminaire afin de déterminer si ce naufrage et le bombardement de Yeonpyeong le 23 novembre 2010 relèvent de la compétence de la Cour en tant que crime de guerre.